# Fagatogo
Fagatogo befindet sich auf der Insel Tutuila, der Hauptinsel des US-amerikanischen Überseegebietes Amerikanisch-Samoa. Die Bevölkerung betrug am 1. April 2009 nach US-Census 3000 Einwohner. In der Verfassung Amerikanisch-Samoas gilt Fagatogo als offizieller Regierungssitz. In dem Dorf befindet sich auch die Konkathedrale St. Josef der Arbeiter des Bistums Samoa-Pago Pago sowie das Parlamentsgebäude American Samoa Fono.